# هاپرز
هاپرز (انگلیسی: Hoppers) یک فیلم پویانمایی ماجراجویی آمریکایی است که توسط پیکسار انیمیشن استودیوز برای والت دیزنی پیکچرز تهیه می‌شود. فیلم‌نامه‌نویسی و کارگردانی این اثر بر عهدهٔ دنیل چونگ است و صداپیشگانی چون پایپر کردا، بابی موینیهان و جان هَم در آن به ایفای نقش پرداخته‌اند. داستان فیلم دربارهٔ دختری نوجوان به نام میبل است که ذهن او به درون یک سگ آبی رباتی منتقل می‌شود تا بتواند با حیوانات ارتباط برقرار کند.
چونگ در دسامبر ۲۰۲۰ کار بر روی یک فیلم اختصاصی جدید در پیکسار را آغاز کرد. این پروژه در اوت ۲۰۲۴ به‌طور رسمی با عنوان هاپرز معرفی شد و همزمان، حضور پایپر کردا، بابی موینیهان و جان هَم در گروه صداپیشگان اعلام شد.
اکران سینمایی هاپرز در ایالات متحده برای ۶ مارس ۲۰۲۶ برنامه‌ریزی شده است.

## فرضیه
اگر می‌توانستید با حیوانات صحبت کنید و حرف‌هایشان را بفهمید، چه می‌شد؟ در فیلم بلند و کاملاً جدید هاپرز از دیزنی و پیکسار، دانشمندان موفق شده‌اند راهی برای «جهش دادن» آگاهی انسان به درون حیوانات رباتی واقع‌گرایانه پیدا کنند؛ روشی که به انسان‌ها امکان می‌دهد مانند خود حیوانات با آن‌ها ارتباط برقرار کنند!

این ماجراجویی داستان میبل را روایت می‌کند؛ دختری که عاشق حیوانات است و فرصتی پیدا می‌کند تا از این فناوری نوین استفاده کند — و در نتیجه، به رازهایی در دنیای حیوانات پی می‌برد که حتی در تصورش هم نمی‌گنجید.— پیکسار

## تولید
در دسامبر ۲۰۲۰، دنیل چونگ در حساب توییتر خود اعلام کرد که پس از پایان ساخت مجموعهٔ تلویزیونی سه خرس ساده‌لوح (۲۰۱۵–۲۰۱۹) برای شبکهٔ کارتون نت‌ورک و انتشار فیلم خرس‌های ماجراجو: فیلم (۲۰۲۰)، به پیکسار بازگشته و در حال کار بر روی یک فیلم بلند اختصاصی است. در رویداد هواداری D23 که در اوت ۲۰۲۴ برگزار شد، پیت داکتر، مدیر ارشد خلاقیت پیکسار، به‌طور رسمی اعلام کرد که عنوان این فیلم هاپرز خواهد بود. مدتی بعد، جسی اندروز در حساب کاربری خود در شبکهٔ اجتماعی اکس (با نام پیشین توییتر) فاش کرد که به‌مدت سه سال بر روی این پروژه کار کرده است. در جریان معرفی رسمی فیلم در رویداد D23، اعلام شد که پایپر کردا، بابی موینیهان و جان هَم در میان صداپیشگان این فیلم حضور دارند.
در دسامبر ۲۰۲۴، هالیوود ریپورتر گزارش داد که به گفتهٔ یکی از هنرمندان پیشین پیکسار، به سازندگان فیلم توصیه شده بود که «پیام برنامه‌ریزی‌شدهٔ زیست‌محیطی» فیلم را کمتر پررنگ کنند.

## انتشار
هاپرز قرار است در ۶ مارس ۲۰۲۶ توسط والت دیزنی پیکچرز به صورت سینمایی در ایالات متحده اکران شود.

## بازاریابی
اولین تصویر رسمی از این فیلم در ژوئن ۲۰۲۵، در جشنواره بین‌المللی انیمیشن انسی ۲۰۲۵ به‌نمایش گذاشته شد. در ادامهٔ همان ماه، تیزری کوتاه از فیلم که در آن یک مارمولک مدام ایموجی مارمولک را در گوشی تایپ می‌کند، پس از تیتراژ پایانی فیلم «الیو» (۲۰۲۵) در سینماها پخش شد.